# Gunther Cuylits
Gunther Cuylits (Turnhout, 18 december 1974 – Ouagadougou, 28 oktober 2012) was een Belgisch wielrenner.
Cuylits overleed in 2012 op het vliegveld van Ouagadougou, waarschijnlijk aan een hartaderbreuk. Cuylits was diezelfde dag nog als achtste geëindigd in de Ronde van Burkina Faso. Zijn dood kwam slechts drie maanden na het onverwachtse overlijden van Rob Goris.

## Belangrijkste overwinningen
2003
- 3e etappe Ronde van Burkina Faso

2004
- 4e etappe Ronde van Burkina Faso

Burke · Chanoine · Cornelissen · Coudray · Cuylits · Delme · Desmet · Ekström · Emmanuelson · Fox · Hopmans · Louder · Mifune · Poppe · Roesems · Van Landeghem · Vanhaecke · De Waele (stagiair) · Meeusen (stagiair) · Pollin (stagiair)
Burke · Coudray · Cuylits · De Waele · Louder · McCauley · Meirhaeghe · Mifune · Roesems · Tsjerniakov · Van De Walle · Van Der Berg · Van Landeghem · Vanhaecke · Vermeersch · Weynants · Chadwick (stagiair) · Fagan (stagiair) · Roland (stagiair)